# 八代市立鏡小学校
八代市立鏡小学校（やつしろしりつ かがみしょうがっこう）は、熊本県八代市鏡町鏡村にある公立の小学校。

## 概要
歴史
1872年（明治5年）に創立。現校名になったのは2005年（平成17年）。2022年（令和4年）に創立150周年を迎えた。
校章
中央に校名の頭文字である「鏡」の文字を配している。
校歌
歌詞は4番まであり、4番の歌詞中に校名の「鏡校」が登場する。
通学区域
八代市のうち、「鏡町有佐、鏡町上鏡、鏡町鏡村、鏡町内田、鏡町鏡、鏡町芝口、鏡町野崎」。中学校区は八代市立鏡中学校。

## 沿革
前史
- 嘉永年間 - 有志で内田村に村塾「作新舎」を創立。熊本から儒者を招き、地域の子弟の教育を行う。

本史
- 1872年（明治5年）11月 - 作新舎を「公立内田小学校」と改称。児童数が多く、教法寺を借用し仮教室とする。
- 1874年（明治7年）- 男児校「内田小学校」と女児校「鏡女子小学校」に分離し、男女別学を開始。
- 1876年（明治9年） - 野崎村に支校（分校）[3]および芝口村に分校を設置。
- 1877年（明治10年）- 西南の役勃発により、両校とも一旦閉鎖となり、陸軍の仮病院に充てられる。9月に学校を再開。
- 1881年（明治14年）4月 - 両校（内田・鏡女子）を統合の上、「公立鏡内小学校[4]」に改称。内田村北偶字安居に校舎を新築。再び男女共学となる。
- 1886年（明治19年）- 内田村および上鏡村・鏡村・有佐村の四ヶ村共立の小学校となる。上鏡村小学校および鏡村小学校を統合。11月に校舎を新築し、移転を完了。
- 1887年（明治20年）3月 - 小学校令施行により、尋常科（4年制）を設置の上、「尋常鏡小学校」に改称。芝口分校を統合。
- 1889年（明治22年）4月1日 - 町村制施行に伴い、八代郡1町（鏡）5村（内田・鏡・芝口・野崎・上鏡）が合併の上、「鏡町」が発足。
- 1892年（明治25年）4月 - 「鏡尋常小学校」に改称。野崎支校が「野崎尋常小学校[3]」として独立。
- 1908年（明治41年）4月 - 改正小学校令により、尋常科（義務教育年限）が4年制から6年制に改められる。尋常科5年を新設。
- 1909年（明治42年）4月 - 尋常科6年を新設。
- 1920年（大正9年） - 高等科（2年制）を併置の上、「鏡尋常高等小学校」に改称。
- 1941年（昭和16年）4月1日 - 国民学校令施行により、「鏡町鏡国民学校」に改称。尋常科を初等科に改める。
- 1947年（昭和22年）- 学制改革が行われる（六・三制の実施）。
  - 4月1日 - 国民学校初等科が、新制小学校「鏡町立鏡小学校」に改組・改称。
  - 4月 - 国民学校高等科が、青年学校普通科とともに、新制中学校「鏡町立鏡中学校」に改組・改称。小学校に併置される。
- 1950年（昭和25年）4月 - 校区の改定により、3地区（四丁間・三番割・横江）を鏡町立鏡西部小学校に移管。54名が転出。
- 2005年（平成17年）8月1日 - 八代市との合併により、「八代市立鏡小学校」（現校名）に改称。
- 2020年（令和2年）4月1日 - 八代市立鏡西部小学校を統合。

## 交通アクセス
最寄りの鉄道駅
- JR九州 鹿児島本線 「有佐駅」

最寄りのバス停留所
- 九州産交バス ・八代市公共バス「八代農高前」停留所

最寄りの幹線道路
- 熊本県道156号鏡宮原線

## 周辺
- 八代市社会福祉協議会鏡支所
- 八代市消防団 鏡方面隊 第1分団2部（鏡村）
- 熊本県立八代農業高等学校
- 肥後銀行鏡支店
- 鏡郵便局